# Карл Лудвиг фон Лайнинген-Дагсбург-Емихсбург
Карл Лудвиг фон Лайнинген-Дагсбург-Емихсбург (на немски: Karl Ludwig von Leiningen-Dagsburg-Emichsburg; * 16 февруари 1704, Харденбург, днес Бад Дюркхайм; † 20 март 1747, Батенберг, Пфалц) от Дом Лайнинген, е граф на Лайнинген-Дагсбург-Емихсбург в Бокенхайм на Вайнщрасе.

## Биография
Той е вторият син на граф Йохан Фридрих фон Лайнинген-Дагсбург-Харденбург (1661 – 1722) и втората му съпруга Катарина фон Баден-Дурлах (1677 – 1746), дъщеря на маркграф Фридрих VII Магнус фон Баден-Дурлах (1647 – 1709) и съпругата му Августа Мария фон Шлезвиг-Холщайн-Готорп (1649 – 1728). Брат е на Фридрих Магнус (1703 – 1756), граф на Лайнинген-Дагсбург-Харденбург.
През 1728 г. страната е разделена. През 1736 г. граф Карл Лудвиг и съпругата му стават католици. В Бокенхайм той основава през 1731 г. католическо училище.
Карл Лудвиг е генерал на Курпфалц и полковник на Швейцарската наемна войска.
Умира през 1747 г. в имението на Лайнингените в Батенберг в Пфалц и е погребан там в църквата „Св. Мартин“, където един от синовете му също е погребан.

## Фамилия
Карл Лудвиг се жени на 27 ноември 1726 г. за графиня Каролина фон Салм-Даун (* 7 януари 1706, дворец Даун; † 26 май 1786), дъщеря на вилд- и Рейнграф Карл фон Салм-Даун (1675 – 1733) и графиня Луиза фон Насау-Отвайлер (1686 – 1773). Те имат децата:
- Карл Фридрих Лудвиг (* 22 февруари 1732; † 4 март 1733)
- Йохан Хриатиан (* 27 декември 1732; † 4 януари 1733)
- Катарина Луиза Елеонора (* 1 февруари 1735; † 25 февруари 1805), омъжена в Страсбург на 28 април 1751 г. за принц Теодор Александер фон Льовенщайн-Вертхайм-Рошфор (1722 – 1780), прародители на Аделхайд фон Льовенщайн-Вертхайм-Розенберг (1831 – 1909), съпруга на Крал Мигел I Португалски, която е баба на последната австрийска кралица Цита Бурбон-Пармска.

## Галерия
- Порталът на замък Емихсбург в Бокенхайм, резиденцията на граф Карл Лудвиг
- Бившото имение на Лайнингените в Батенберг (Пфалц), където понякога живее графът и умира 1747
- Църквата Св. Мартин в Батенберг, където графът е погребан